# 杉山治夫
杉山 治夫 （すぎやま はるお、1938年 - 2009年）は、元消費者金融経営者・元実業家。日本百貨通信販売を含む杉山グループの元代表。

## 来歴

### 貧困にあえぐ少年時代
1938年（昭和13年）、高知県高知市で産まれる。船員の父がギャンブルと酒に溺れていたため、一家は農家の納屋で生活するほど困窮していた。治夫も空腹のため小学校にほとんど通えず、畑泥棒を繰り返し、泥のついた野菜をかじる日々を過ごしていた。中学校に進学したが、満足に通うことも無いまま、時計店に丁稚奉公に出される。仕事は忙しかったが、3度の食事にありつくことができ、後に「目が真っ赤になる程一生懸命に働いたよ」「世間を恨んでも仕方がない。きっと、絶対に金持ちになったるんやという夢がメラメラと燃えとったんやろな」と述懐している。

### 起業、二度の倒産
20歳で独立。23歳で良家の娘と結婚するなど順風満帆と思われた矢先に、不渡りと事業の失敗で倒産した。借金の取り立てに来た山口組の構成員に縛られて首まで埋められたりしたが、「ヤクザは金と暴力だけやからな。何とか収めたわ」と、借金の取立てに来た高利貸しを説得して、その社長秘書に転職した。高知に戻り、半年後には「杉山眼鏡」を設立。再びホテル経営や高利貸しなどの経営に乗り出したが、暴力的な取立てで2ヶ月留置される。3年後には、後に杉山グループの中核となる日本百貨通信販売を設立。従業員90名を有したが、再び不渡手形を出して倒産した。

### 東京進出
杉山の取り立ては暴力的で、「全国腎臓器移植協力会」という組織を立ち上げており、臓器売買にも関与していた。
1980年代以降、杉山を含む消費者金融・闇金融による暴力的取立てや、多重債務による自殺や自己破産が社会問題となり、杉山は「闇金のカリスマ」としてワイドショーの取材も受ける。取材中に紙幣をばら撒く、激高して椅子を持ち上げるなど派手なパフォーマンスで注目を集めた。渡辺美智雄に一歩も引かず、「アフリカにでも寄付しろ!」と迫る渡辺に対し、杉山は渡辺にも札束を投げつけスタジオを一万円札だらけにしてしまった。「浅草橋ヤング洋品店」の総合演出だったテリー伊藤によると、杉山が日本刀でミッキー安川に襲いかかろうとするところを撮影したが、第2弾はテレビ局上層部のストップがかかり中止となった。
しかしこのやり取りは打ち合わせでの「演出」とミッキー安川はルポライターとのやり取りで明かしている。杉山本人もミッキー安川とは事前にこっそりと打ち合わせをした上でのバトルであったと著書で打ち明けている。また、取材後に新宿ですれ違った際は、取材時とは違い生気が抜けたようだったという。
1992年（平成4年）にはアメリカの週刊誌『タイム』の取材を受ける。札束に埋もれた姿を撮影したい旨を伝えると、杉山は2億円を用意することを快諾し、ロレックスの腕時計にルビーがはまった金眼鏡といういで立ちで取材に応じた。杉山の記事は、一万円札に埋もれた写真と共に『タイム』1997年4月28日号に掲載された。

### 実刑そして獄中死
2002年（平成14年）に詐欺罪で逮捕され、懲役7年6カ月の実刑判決を受けた。そして収監された獄中で2009年（平成21年）に病死したという。享年71。『実話ナックルズ』2014年3月号の記事によると、服役中にガンが見つかり獄中死していたとのことである。

## 著書
- 『ドキュメント新 悪の錬金術 - 世の中・金や金や!』青年書館 1994年 ISBN 978-4791805945（後に再版：1997年 ISBN 978-4791808472）
- 『実録 悪の錬金術 - 世の中金や金や! 』
- 『実録 裏金融界の黒い罠 - 借金返せにゃ腎臓を売れ』